# Bogdan Trgovčević
Bogdan Trgovčević, hrvaški general, * 20. julij 1912, † ?.

## Življenjepis
Trgovčević, podčastnik VKJ, se je leta 1941 pridružil NOVJ in KPJ; med vojno je bil na poveljniških položajih različnih komunikacijskih enot.
Po vojni je bil poveljnik zvez v armadi, načelnik Šolskega centra zvez, načelnik Uprave zvez JLA,...